# Craticulariidae
Craticulariidae é uma família de esponjas marinhas da ordem Hexactinosida.

## Gêneros
- Laocoetis Pomel, 1872